# Anna Marengo
Anna Marengo (Fossano, 29 gennaio 1915 – Miskolctapolca, 21 luglio 2007) è stata un medico e partigiana italiana con il nome di battaglia "Fiamma", operò nel biellese, rivestendo un incarico rilevante sia come dirigente politico sia come medico che curava i combattenti.
Dopo la guerra, fu assessore alla Sanità per il comune di Vercelli. Successivamente intraprese l'attività letteraria, scrivendo un racconto che fu vincitore del Premio letterario Prato nel 1952. Negli anni Ottanta scrisse la sua autobiografia che di recente è stata pubblicata. La seconda parte della sua vita la trascorse in Ungheria, avendo sposato un ambasciatore della Repubblica Popolare Ungherese, Janos Beck; seguendone l’attività, soggiornò per alcuni anni a Cuba, collaborando anche all’organizzazione del sistema sanitario cubano.

## Biografia

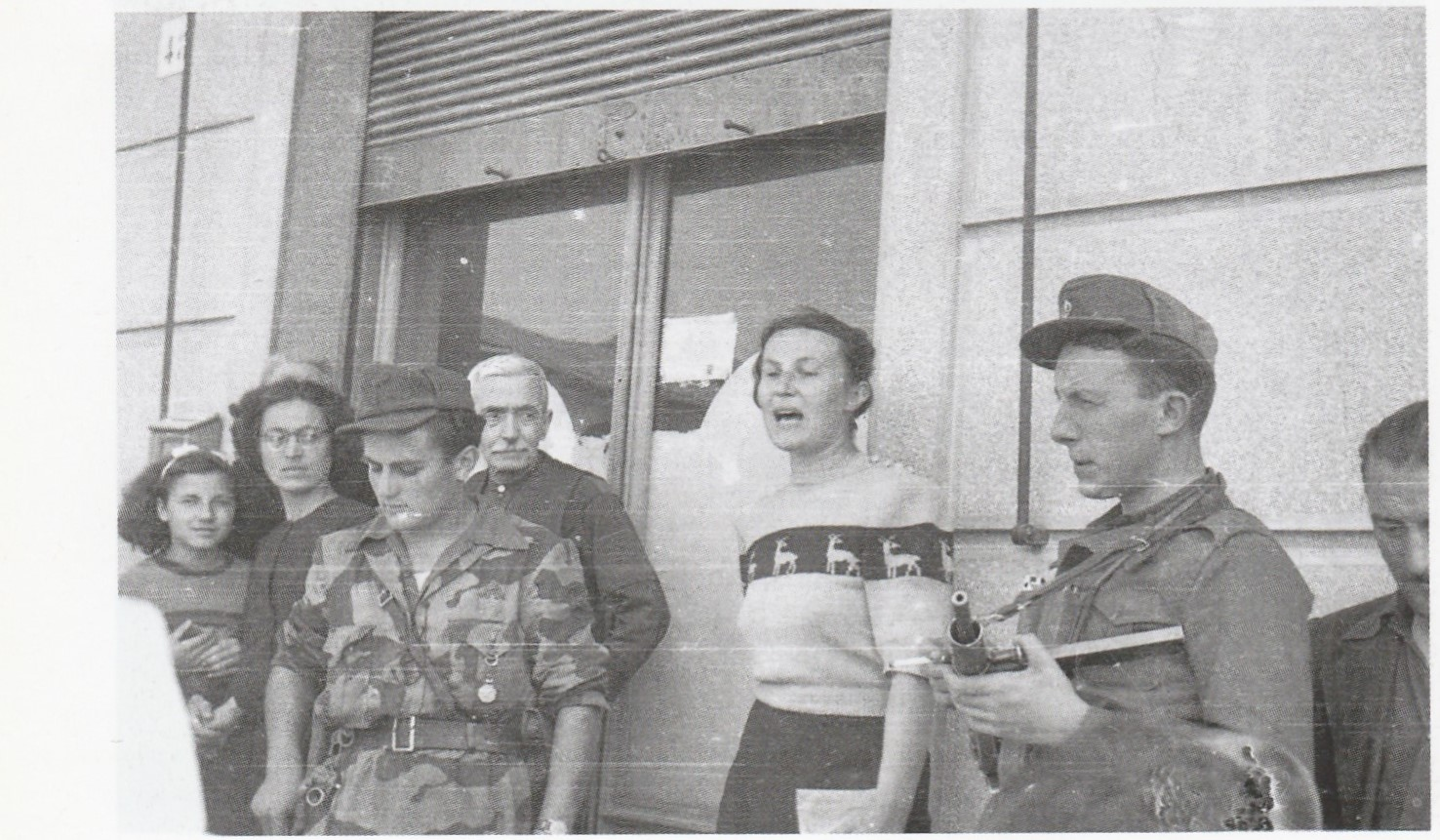
Anna Marengo a Lessona nel 1945

### L'infanzia e l'adolescenza
Anna Marengo nacque a Fossano il 29 gennaio del 1915. Suo padre possedeva una bottega da sellaio in borgo Sant’Antonio; la madre, Maria Fruttero, faceva la casalinga, mentre i nonni paterni erano stati "fattori" di una famiglia nobile e proprietaria di terre da molte generazioni, i baroni Daviso.
Benché la madre fosse una fervente cattolica, nella sua famiglia predominava l’atteggiamento anticlericale degli zii e soprattutto del padre, che era di tendenze anarco-socialiste, e nutriva una profonda insofferenza nei riguardi del regime fascista, tanto che decise di chiudere la sua bottega di sellaio, quando ricevette una lettera circolare che imponeva agli artigiani di iscriversi alla Federazione degli Artigiani Fascisti.
Anna frequentò la scuola a Fossano fino al ginnasio, ottenendo sempre risultati brillanti e lusinghieri, e proseguì gli studi, frequentando il liceo classico presso un collegio di religiose a Cuneo, perché l'Associazione cattolica appariva alla sua famiglia come l'unica alternativa possibile alle organizzazioni fasciste.

### Il periodo torinese della giovinezza
In questo periodo cominciò a delinearsi il suo deciso antifascismo e maturò anche la decisione di iscriversi alla facoltà di medicina dell'Università di Torino. Superò le resistenze della famiglia, soprattutto della madre, e frequentò la sede universitaria, viaggiando quasi tutti i giorni in treno. Si mantenne agli studi dando lezioni private, fino a quando non vinse un concorso come allieva interna presso l’Ospedale Mauriziano, sempre a Torino, con vitto e alloggio compresi. Scelse quindi la specializzazione in ostetricia e ginecologia.
L'unico svago in questo periodo erano le passeggiate in montagna, in val Chianale e in val Varaita.
Una compagna di università, di origine ungherese, le presentò il giovane Janos Beck, all'epoca studente delle facoltà di chimica, e che, alcuni anni più tardi, diventerà suo marito.
I due coetanei cominciarono a frequentarsi e Beck le procurava libri, la cui lettura era proibita dal regime: opere di Silone, Marx, Stalin. La loro amicizia subì presto un'interruzione perché, subito dopo la laurea, Beck partì per la Spagna dove era scoppiata la guerra civile, e si arruolò nella XIII brigata internazionale.

### La formazione politica:da Parigi a Budapest
Qualche mese dopo, nel 1938, Anna, col pretesto di preparare la tesi di laurea, partì per Parigi dove convenivano e si organizzavano i volontari diretti in Spagna. Appena giunta nella capitale francese, si presentò alla sede dei sindacati in rue Mathurin Moreau (oggi chiamata avenue Mathurin Moreau)  e cominciò ad entrare in contatto con alcuni fuoriusciti antifascisti italiani. Ebbe modo di assistere anche ad un comizio al Vélodrome d'Hiver di fronte a una folla straripante tenuto da Dolores Ibarruri. Il discorso della Pasionaria la emozionò fortemente e il ricordo rimase indelebile, insieme a quello di altre figure importanti che conobbe a Parigi, come Egle Gualdi, fuggita a Parigi dopo tre anni di confino, che le propose di far parte del partito comunista.
Anna Marengo rientrò in Italia nel 1940  e a Siena conseguì la specializzazione in ginecologia. Poi venne a sapere che Janos Beck era tornato in Ungheria e lo raggiunse a Budapest, ma qui la situazione era diventata insostenibile in seguito all'occupazione tedesca. Beck, di origine ebraica, temeva per sé e per Anna, così, con un piccolo inganno, riuscì a convincerla a partire e ritornare in Italia. Per parecchi anni i due giovani non sapranno nulla l’uno dell’altra e non potranno rivedersi.

### Gli anni della guerra e la partecipazione alla Resistenza

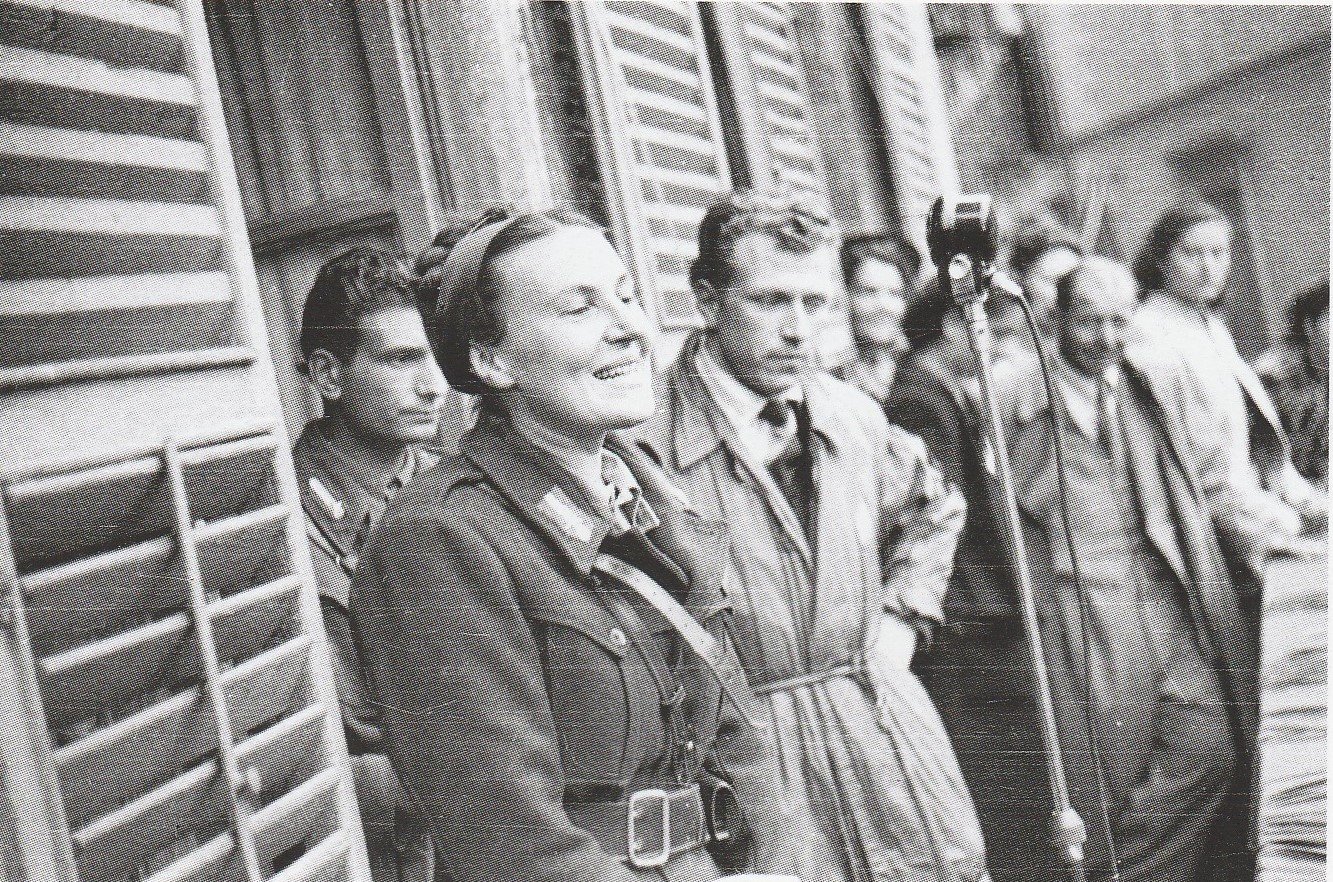
Anna Marengo a Vercelli 1 maggio 1945 in un comizio

La Marengo, dopo essere ritornata in Italia, ottenne l’incarico di medico assistente del primario capo, presso il reparto Maternità all'Ospedale Maggiore di Vercelli. Svolgendo questo ruolo aveva come pazienti soprattutto braccianti e mondine; inoltre insegnava alla scuola delle allieve ostetriche; questo fu un osservatorio privilegiato per conoscere la condizione della donna e per realizzare un’azione capillare di propaganda, non solo in città ma anche nelle cascine della risaia vercellese. Entrò nell'organizzazione clandestina della Federazione Comunista.
Nei giorni immediatamente successivi all'8 settembre 1943, venne a sapere che i primi tedeschi, giunti a Vercelli, rastrellavano i militari italiani per condurli al fronte in Germania e così cercò di avvisare il maggior numero possibile di loro, mentre si stavano concentrando nel luogo indicato, per convincerli a darsi malati, presentandosi in ospedale, per poi cercare il modo per tornare a casa. All'ospedale di Vercelli, così, molti militari ottennero abiti borghesi e ricevettero l'aiuto spontaneo di buona parte del personale sanitario, e soprattutto del dottor Francesco Ansaldi, assistente della chirurgia, anch'egli inserito nell'organizzazione clandestina comunista.
Nei mesi successivi la Marengo continuò l'opera di sostegno alla rete che aiutava i renitenti alla leva della RSI a raggiungere i primi gruppi partigiani in montagna, oppure forniva assistenza ai prigionieri alleati, fuggiti dal campo di prigionia Pg 106 dopo l’8 settembre, a trovare scampo verso la Svizzera.
Probabilmente questa attività destò sospetti e nel gennaio del 1944, mentre Anna Marengo, in sala operatoria, stava per eseguire una “plastica vaginale”, venne a sapere che la polizia la stava aspettando fuori della sala. Con sangue freddo terminò l’intervento chirurgico e poi uscì. Venne portata in questura, dove fu interrogata con l'accusa di aver favorito la fuga dei prigionieri di guerra alleati. Venne condotta dunque nelle carceri di Vercelli. Nella sezione femminile i due enormi stanzoni erano affollati da tante altre donne detenute per "favoreggiamento dei ribelli", e con loro stabilì presto un legame di solidarietà e sostegno reciproco. Dopo alcune settimane però venne deferita al  Tribunale Militare di Torino e trasferita nelle carceri della città, dove la situazione per le detenute era più dura e dolorosa rispetto all'esperienza della prigione vercellese. Compagna di cella le fu Tosca Zanotti, staffetta partigiana che operò nella zona di Sala Biellese.
Durante la detenzione ricevette la visita della madre, che Anna temeva di aver deluso, ma che invece le disse "Non abbiamo nessun motivo per vergognarci di te."
Infine venne assolta per insufficienza di prove e ritornò a Vercelli, ma qui la sua posizione venne considerata seriamente compromessa e quindi perse l'incarico presso il reparto di ostetricia, ma ottenne, dopo ripetute richieste, un posto di medico del pronto soccorso. In quel ruolo ebbe modo, qualche tempo dopo, di incontrare Alma Lex, moglie di Umberto Terracini che in quei mesi, probabilmente, si trovava nella zona di Domodossola.
Intanto, Anna Marengo divenne dirigente dei "Gruppi di difesa della Donna e dei Volontari della Libertà" che operavano clandestinamente. Un giorno di maggio del 1944, le giunse notizia che alcuni renitenti alla leva erano stati catturati e sarebbero stati fucilati dietro il cimitero di Vercelli.
Le donne dei Gruppi di difesa, tra cui la Marengo, Annita Bonardo, Maria Scarparo, decisero di organizzare una manifestazione e uno sciopero delle operaie delle fabbriche Roj (una fabbrica di cartonaggi), Faini e Sambonet. In effetti lo sciopero riuscì e una delegazione numerosa di donne si fece ricevere dal prefetto, ottenendo che "i ribelli" non sarebbero stati fucilati.
L'impresa aveva avuto successo, ma nel frattempo la posizione della Marengo, in ospedale e a Vercelli, attirava sospetti ed era diventata rischiosa;  per questi motivi nell'estate del 1944, decise, unitamente al dottor Ansaldi, di lasciare la città per unirsi alle formazioni partigiane in montagna. In bicicletta raggiunse la 182° brigata garibaldina; più tardi si unirà alla V e infine alla XII Divisione Garibaldi. Con la 182ª brigata collaborò con il comandante Pietro Camana. Assunse il nome di battaglia "Fiamma" e si occupò della cura dei partigiani ammalati o feriti. Molte furono le difficoltà che dovette affrontare, come reperire medicine necessarie, superare la diffidenza dei giovani partigiani verso un medico donna, fino all'episodio in cui la Marengo dovette amputare, insieme al chirurgo Ansaldi, senza mezzi adeguati, la gamba ormai in gangrena avanzata di Francesco Ferragatta, detto "Cichin".
Il comando le affidò l'incarico di segretario di partito della V Divisione e il compito di "responsabile culturale". Per svolgerlo al meglio si spostava tra le varie formazioni partigiane per condurre "le ore politiche". Nella primavera del 1945 la Marengo tenne comizi "volanti" nei paesi del Biellese, dove, accompagnata e scortata da qualche garibaldino, esortava la folla a scioperare. Alla Liberazione nel 1945 sfilò in divisa garibaldina per le vie di Vercelli, unica presenza femminile, insieme ad altri dirigenti degli organismi della Resistenza.

### Il dopoguerra: l'impegno politico e l'impegno letterario

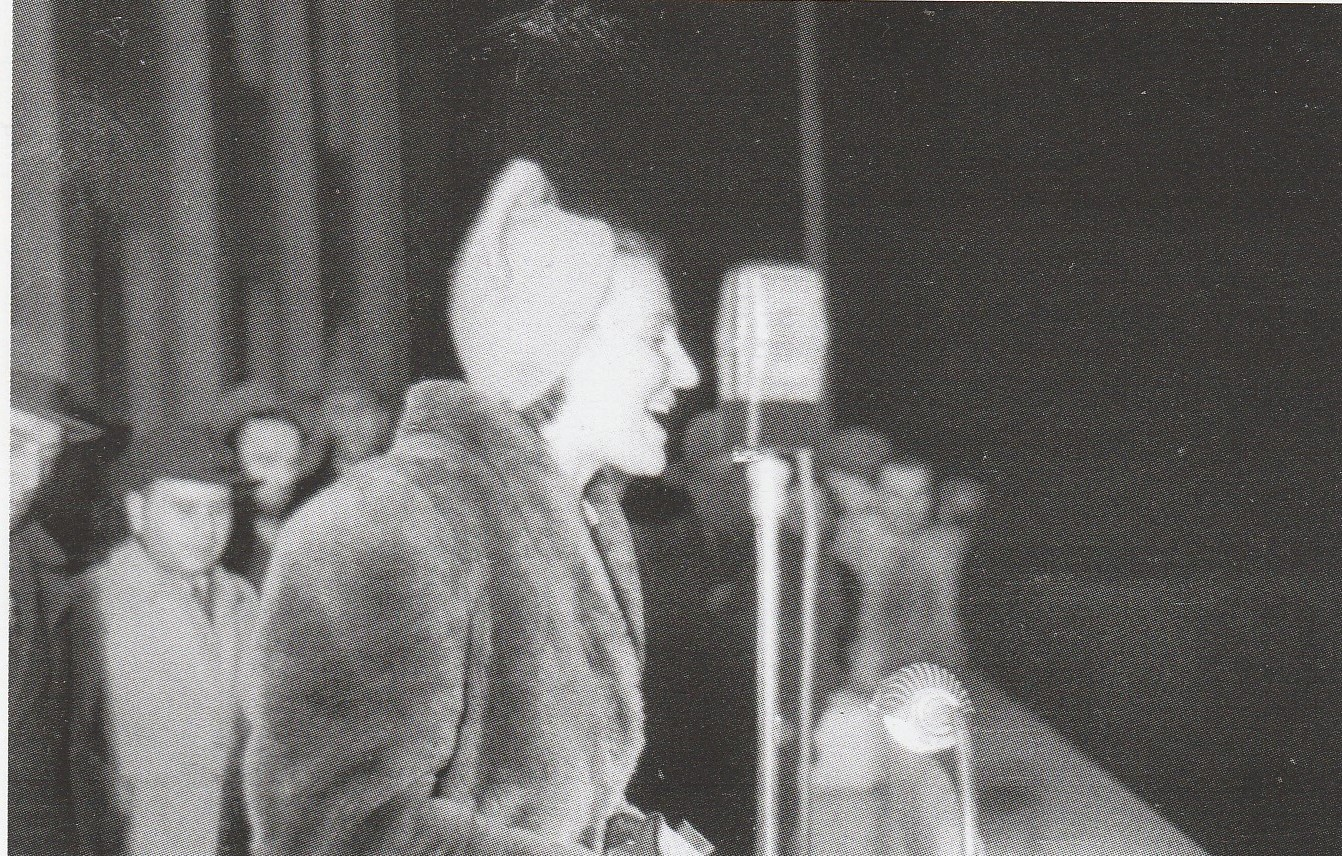
Anna Marengo a Vercelli marzo 1946

Per il Partito Comunista si candidò all'Assemblea Costituente nel 1946 ma non venne eletta. Alle amministrative del marzo 1946 fu eletta, però, nel Consiglio Comunale di Vercelli e fu designata assessore alla Sanità. Nella Giunta vercellese si interessò ai problemi dei servizi sociali, cercò di contribuire all'istituzione del "Libretto unico di assistenza" e promosse un'iniziativa di "educazione alla pace".
Ma nel frattempo la sua vita subì di nuovo una sterzata imprevista. Nel 1948, Anna Marengo lasciò nuovamente l'Italia e il suo impiego nell'ospedale di Vercelli, per spostarsi in Ungheria, perché finalmente aveva saputo che Janos era tornato nel suo paese. Ma, poco dopo averlo raggiunto, nel giugno del 1949, Janos Beck venne arrestato e condannato a 7 anni per il suo coinvolgimento nel processo Rajk. La Marengo rimase a lavorare presso un ospedale alla periferia di Budapest, per restare vicino a Janos fino al '51, quando, non avendo notizie certe della sorte del compagno, si convinse a tornare in Italia.
Ma qui la vita non era facile; faticava a trovare un incarico nel sistema sanitario, soprattutto per motivi politici derivanti dalla sua appartenenza al Partito Comunista. Fece quindi ritorno a Fossano dove aprì uno studio privato, ma i suoi problemi economici la misero a dura prova. In questo periodo, nel 1952, decise di partecipare al Premio Letterario Prato e il suo racconto "Una storia non ancora finita" si classificò al primo posto. Era la storia di Cichìn, il giovane partigiano a cui aveva amputato una gamba negli anni della lotta partigiana, e che aveva colpito anche la Commissione esaminatrice. Le parole finali del racconto spiegano il motivo per cui Anna Marengo aveva scelto per la sua prima opera letteraria proprio quella vicenda e chiariscono il significato del titolo: «Io ho rivisto Cichìn nel 1948. Lo portarono all'ospedale per un'ulcera gastrica perforata, bisognò operarlo d'urgenza che a momenti ci lasciava la pelle. Lo ricoverarono con la carta di povertà del Comune: era disoccupato da tanto tempo, aveva fatto un po' il fattorino al Municipio del suo paese, poi bisognò licenziarlo per riassumere il fattorino di prima che era tornato da Coltano. L'apparecchio ortopedico non ce l'aveva, si muoveva su un moncone di legno che sbatteva cupamente sul pavimento dell'ospedale e spuntava vergognoso dalla gamba dei calzoni. Erano in corso le pratiche per la pensione; bisognò ricordarsi la data precisa di quando lo operammo e fargli i certificati medici necessari alla burocrazia. La fidanzata non ce l'aveva. A raccontare le cose così, uno finisce per accorgersi che davvero non è la colpa di chi scrive se la storia di Cichìn pare rimasta a mezzo. Il fatto è che la storia, davvero, non è ancora finita». In queste righe quindi Anna Marengo lascia emergere la consapevolezza che il mondo ideale, per cui molti avevano combattuto durante la Resistenza, era tutto ancora da costruire, un lungo cammino ancora da percorrere, una storia appena iniziata e ancora da concludere.
Il premio le consentì di entrare in contatto con intellettuali e letterati dell'epoca. Anche la casa editrice Einaudi si interessò per pubblicare l’opera insieme ad altri racconti sulla Resistenza, ma il progetto non andò in porto.
Nel frattempo, nel ’54, trovò lavoro presso l'ospedale di Savona.

### Gli anni all'estero
Alla fine dell'anno, però, ebbe notizia del rilascio di Janos; Anna, ancora una volta, lasciò tutto per raggiungerlo; si sposarono nel febbraio del 1955. Nel 1956 decise di prendere la cittadinanza ungherese e, sempre nello stesso anno, Janos tornò a lavorare per il Ministero degli Esteri dopo essere stato nominato ambasciatore.
Nel 1959 avvenne il trasferimento a Cuba dove Anna collaborò all'organizzazione del sistema sanitario nazionale, la Marengo però preferì non praticare più la professione di medico, perché, essendo la moglie dell'ambasciatore, era considerato disdicevole che lavorasse. Durante la sua permanenza a Cuba completò un viaggio alla scoperta dell'America Latina, testimoniato da una lettera inviata "ai giovani", pubblicata solo negli anni '70.
Negli anni '80 fece ritorno in Ungheria. In questo stesso periodo è databile un viaggio in Italia, un ritorno a Fossano, durante il quale la Marengo rivisitò i luoghi della sua infanzia e forse maturò l'idea di scrivere le sue memorie. Esse consistono in una serie di cartelle dattiloscritte, che attualmente sono conservate presso l'Istituto per la storia della Resistenza e della società contemporanea nel Biellese, nel Vercellese e in Valsesia, e che sono state pubblicate nel 2014 a cura dello stesso Istituto. Nell'autobiografia la Marengo ripercorre soprattutto la prima parte della sua vita, fino agli anni dell’immediato dopoguerra; presenta le sue riflessioni sul periodo storico da lei vissuto; espone considerazioni personali sulla condizione della donna nel suo tempo e si sofferma sull'evoluzione della ginecologia nell'ambito medico e sociale.
Non è dato sapere se avesse iniziato a scrivere la seconda parte della sua biografia, quella relativa agli anni vissuti a Cuba e in Ungheria.
Rientrata in Ungheria insieme al marito, prese la decisione di trascorrere gli ultimi anni di vita nella casa di riposo di Miskolc Tapolca, dove portarono solo tanti libri, foto scattate da Janos e oggetti che Anna aveva raccolto nel suo lungo viaggio in sud America.
Nel 2001, anno della morte del marito, venne intervistata da Tiziano Gamboni per i documentario "Fiamma e Janos", mandato in onda nell'ottobre dello stesso anno dalla trasmissione “Storie” della Televisione Svizzera.
Morì il 21 luglio 2007.

## Opere
- "Una storia non ancora finita"  in "Premio Letterario Prato 1952. Raccolta dei racconti premiati" Prato, Anpi, 1953
- "Autobiografia" pubblicata a cura di Monica Schettino in "Una storia non ancora finita"  edito nel 2014 da Istituto storico della Resistenza e della società contemporanea nel Biellese, nel Vercellese e in Valsesia.